# رافائل بابایان (نقاش)
رافائل سورنی بابایان (رافیک بابایان) (ارمنی: Ռաֆայել Սուրենի Բաբայան (Ռաֆիկ Բաբայան؛ زاده ۲۷ دسامبر ۱۹۲۷ - درگذشته ۱۸ آوریل ۱۹۹۴) نقاش اهل ارمنستان بود.

## زندگی‌نامه
وی در ۲۷ دسامبر ۱۹۲۷ در دیلیجان در به دنیا آمد و از انستیتو دولتی هنری و نمایشی ایروان انستیتو دولتی هنری و نمایشی ایروان (۱۹۵۵) فارغ‌التحصیل گشت. وی همچنین برنده جوایزی همچون نقاش شایسته ارمنستان شوروی شد. وی در ۱۸ آوریل ۱۹۹۴ در سن ۶۶ سالگی درگذشت.